# Gagengeheimnis
Als Gagengeheimnis bezeichnet man im Allgemeinen das Stillschweigen der Vertragsparteien über Konditionen eines Honorarvertrages, insbesondere über Höhe der vereinbarten Gage gegenüber Dritten.
Regelmäßig wird die Wahrung des Gagengeheimnisses im Musikgeschäft als fester Bestandteil eines Engagementvertrages vereinbart.
In der Gegenwart tendieren Clubs dazu, öffentlich Vertragskonditionen für Gastmusiker bekannt zu geben, was Außenstehenden wiederum ermöglicht, Rückschlüsse über Gagenvorstellungen der Künstler zu ziehen, was diesen letztendlich bei Gagenverhandlungen zum Nachteil sein kann.